# Netelia antipodum
Netelia antipodum là một loài tò vò trong họ Ichneumonidae.